# Pastorale 1943
Pastorale 1943 é um filme de drama neerlandês de 1978 dirigido e escrito por Wim Verstappen e Simon Vestdijk. Foi selecionado como representante dos Países Baixos à edição do Oscar 1979, organizada pela Academia de Artes e Ciências Cinematográficas.

## Elenco
- Frederik de Groot - Johan Schults
- Leen Jongewaard - Eskens
- Coen Flink - Hammer
- Sacco van der Made - Ballegooyen
- Hein Boele - Cohen
- Geert de Jong - Mies Evertse
- Liane Saalborn - Schölvink
- Bram van der Vlugt - van Dale